# RT-70

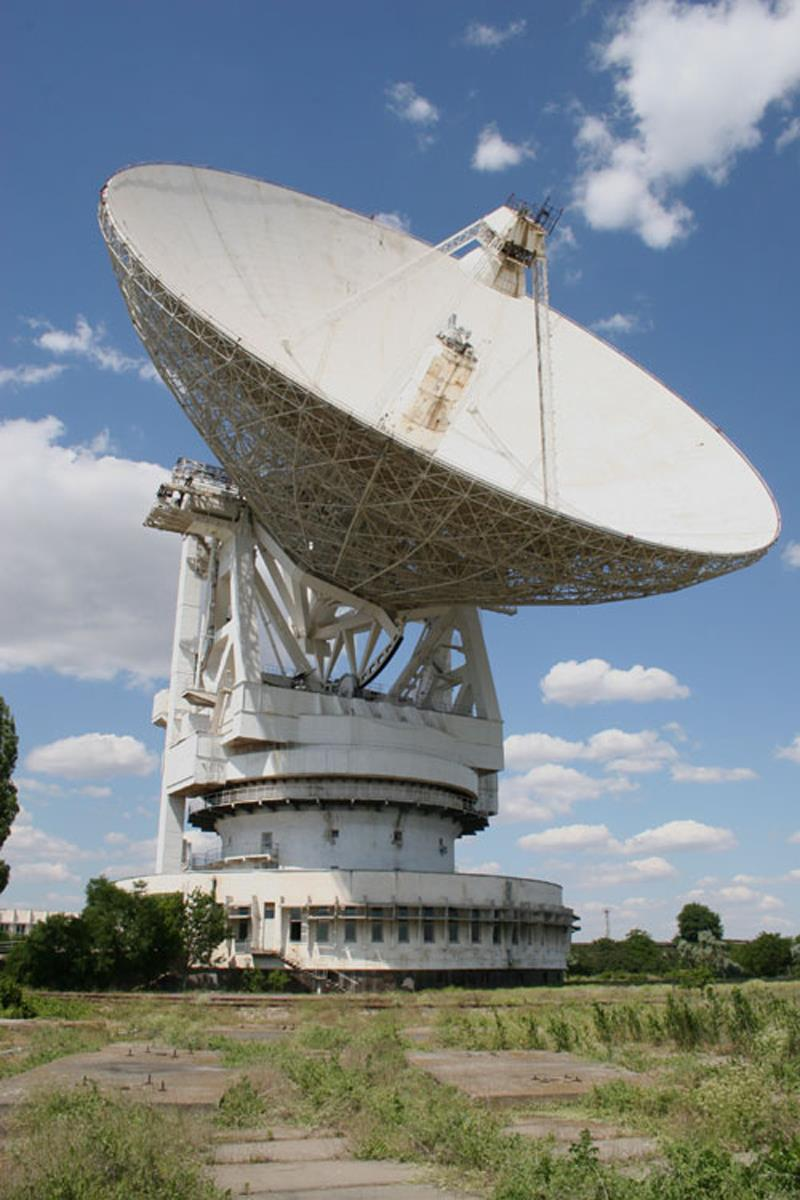
70-m-Teleskop P-2500 (RT-70 Radioteleskop) in Jewpatorija

RT-70 ist die Bezeichnung dreier Radioteleskope in Ländern, die einst Teil der UdSSR waren. Alle drei haben einen Hauptspiegel mit 70 m Durchmesser und arbeiten im Frequenzbereich 5–300 GHz, entsprechend Wellenlängen von 0,1 bis 6 cm. Die alternative Bezeichnung P-2500 bezieht sich auf die Fläche des Hauptspiegels in Quadratmetern. Die drei Teleskope sind:
- Das Jewpatorija-RT-70-Radioteleskop am Center for Deep Space Communications, Jewpatorija, Krim, 45° 11′ N, 33° 11′ O. Das Observatorium wurde 1973 bis 1978 gebaut und 1980 eröffnet und verfügte über einen 200-kW-Funksender. Nach dem Zerfall der Sowjetunion ging das Observatorium in ukrainische Aufsicht über und übernahm bezahlte Aufgaben für internationale Organisationen. Es war daher auch nach 1990 finanziert und wurde technisch instand gehalten und weiterbetrieben. Es wurde als Radarteleskop, zur Beobachtung von Weltraumschrott und Asteroiden eingesetzt und zur Aussendung von Botschaften an außerirdische Zivilisationen. Seit der Annexion der Krim 2014 steht die Anlage unter Verwaltung des russischen Verteidigungsministeriums und konnte vorübergehend nicht für zivile Zwecke genutzt werden.[1][2] 2015 wurde das Radioteleskop auf dem russischen 100-Rubel-Schein abgebildet.

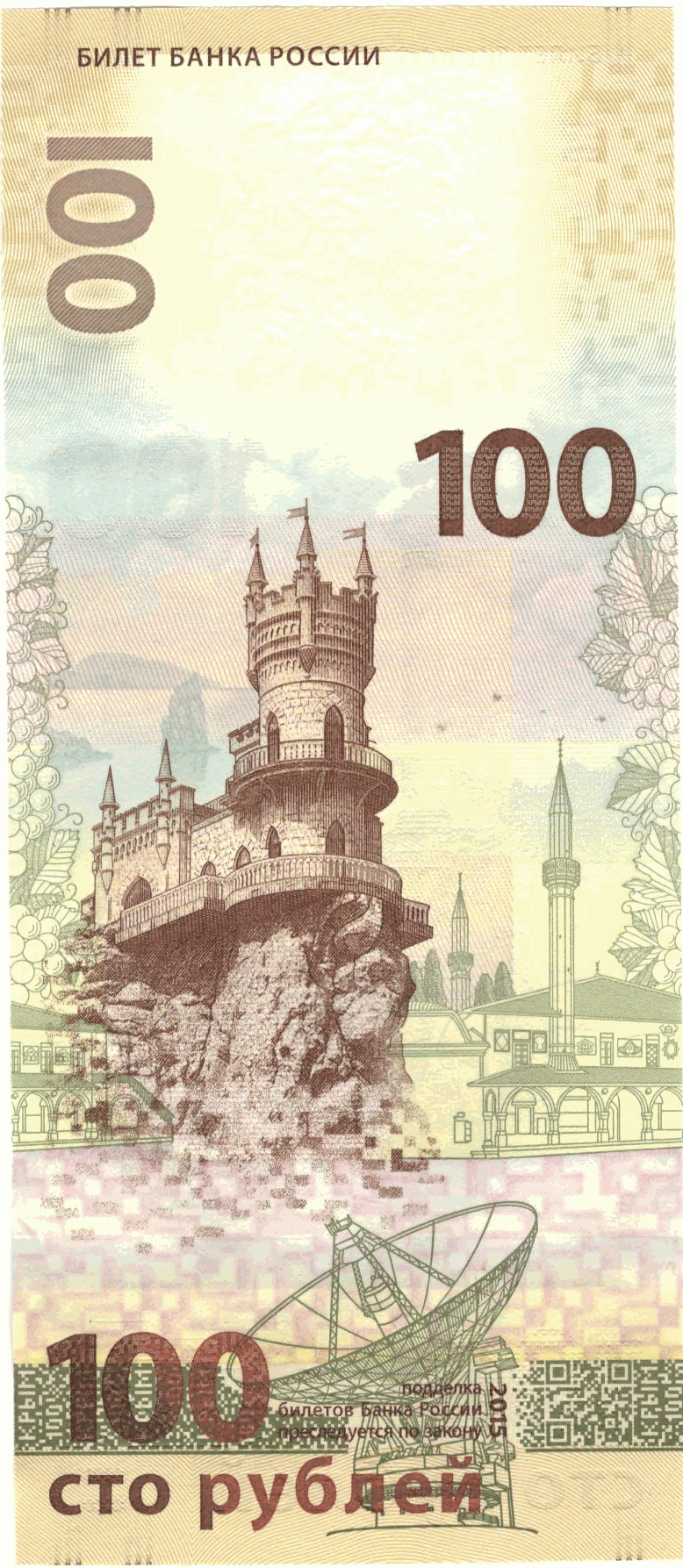
Hundert-Rubel-Schein mit dem RT-70

- Das Galjonki-RT-70-Radioteleskop am East Center for Deep Space Communications, Galjonki, nahe Ussurisk (Russland), 44° 1′ N, 131° 45′ O. Inbetriebnahme 1984. Es stand nach dem Zerfall der Sowjetunion durch Korruption und aus Mangel an Geld und Aufgaben für ungefähr zehn Jahre still. Die Anlagen wurden geplündert und waren dem Zerfall preisgegeben. 2005 wurde das Radioteleskop gründlich renoviert und technisch aufgerüstet. Die Teleskope in Jewpatorija und Galjonki dienten der Kommunikation mit sowjetischen Raumsonden. Da die beiden Radioteleskope weit auseinander stehen, konnten sie auch als Interferometer eingesetzt werden. Mangels russischer Missionen in den tiefen Raum seit 2015 gibt es kaum noch offizielle Aufgaben für die beiden Radioteleskope im Bereich der Raumfahrt. Die Einrichtungen wurden von Spektr-RG und damit auch von eROSITA zur Übertragung der Nutzlastdaten genutzt.
- Das Suffa-RT-70-Radioteleskop hatte seine Grundsteinlegung 1981, fiel aber den politischen Umwälzungen zum Opfer und wurde nie fertig gebaut. Mit dem Ende der Sowjetunion gingen 1991 Eigentum und Verantwortung an den Staat von Usbekistan bzw. die nationale Sternwarte Usbekistans über. Mangels Finanzierung wurde das Projekt eingefroren. 1995 gab es ein Abkommen über eine gemeinsame Weiterentwicklung des Projekts durch Russland und Usbekistan, die geplante Finanzierung kam aber nicht zustande. Von 2005 bis 2007 wurde dann weitergebaut, aber alle Arbeiten sind seit 2007 faktisch eingestellt. Das geplante Suffa-Radioobservatorium ist somit eine Bauruine auf dem Suffa-Plateau, Provinz Jizzax (Usbekistan). 39° 37′ N, 68° 27′ O
- Indien zeigte zeitweise Interesse am Bau einer RT-70-Station, ließ aber diese Pläne wieder fallen.

## Missionen
Die Anlage Jewpatorija war am Sowjetischen Raumfahrtprogramm beteiligt und dient seit 1978 der Weltraumforschung bei folgenden Programmen:
- VLBI Saljut 6 mit dem KRT-10; Radioobservatorium – RT-70
- Venera 11–16
- Vega-Programm
- Astron
- Phobos-Programm
- Granat
- Interball
- Phobos-Grunt (2011)
- Spektr-R
- zukünftig möglich: Venera D

1999, 2001, 2003 und 2008 wurden Botschaften an Außerirdische gesandt:
- Cosmic Call
- Teen Age Message
- Cosmic Call 2
- A Message From Earth an Gliese 581 c

Siehe auch Liste interstellarer Radiobotschaften
Radar-Vermessungen von Planeten und Asteroiden. Sternwarten-Code 255 (Evpatoria).
- (4179) Toutatis
- (6489) Golevka (der Name 'Golevka' setzt sich aus den Anfangsbuchstaben der drei Observatorien zusammen: GOL-EV-KA = GOLdstone-EVpatoria-KAshima).
- (33342) 1998 WT24
- (101955) Bennu